# Dannau
Dannau er en by og kommune i det nordlige Tyskland, beliggende i Amt Lütjenburg i den nordøstlige del af Kreis Plön. Kreis Plön ligger i den østlige/centrale del af delstaten Slesvig-Holsten.

## Geografi
Dannau er beliggende ved Dannauer See i nærheden af Bundesstraße 430 mellem Lütjenburg og Plön. Dannauer See og dens omgivelser er et Naturschutzgebiet og Natura 2000-område og en del af Naturpark Holsteinische Schweiz.
I kommunen ligger ud over Dannau, landsbyerne og bebyggelserne Grellenkamp, Gerstenkamp, Neu-Wetterade, Gänsekrug, Timmrade, Luxrade og Gowens.